# Benedetto Sinigardi
Benedetto Sinigardi, conosciuto anche come Benedetto da Arezzo (Arezzo, 1190 circa – Arezzo, 2 settembre 1282), è stato un francescano italiano, venerato come beato dalla Chiesa cattolica.

## Biografia
Figlio di Sinigardo dei Sinigardi e da Lisabetta dei Tarlati da Pietramala, apparteneva a una famiglia antica  e facoltosa. Dopo aver assistito ad una predica di Francesco d'Assisi di passaggio ad Arezzo, decise di entrare in convento; ricevette l'abito direttamente da Francesco nel 1211 o 1214.
Tra il 1216 e il 1219, fu a capo della provincia francescana della Marca Anconitana. Tra il 1221 e il 1237 fu in Terra santa; protetto e stimato dagli imperatori latini di Costantinopoli, viaggiò in Grecia, Egitto, Siria e Palestina.
Tornò ad Arezzo intorno al 1237 e trascorse i suoi ultimi anni nel convento di Poggio del Sole, poi demolito, dove morì il 2 settembre 1282 e nella cui chiesa fu sepolto. Nel 1314, col trasferimento dei frati minori entro il perimetro della città, il corpo di Benedetto fu traslato nella Basilica di San Francesco, dove ora è custodito nella Cappella Gozzari, all'interno di un sarcofago romano di età imperiale.
Nella sua città natale Benedetto, già in fama di santità, istituì la pratica di recitare a compieta l'antifona Angelus locutus est Mariae; tale usanza fu approvata nel Capitolo generale di Pisa nel 1263 e si diffuse rapidamente in tutta la Cristianità.
Fu lui a commissionare ad un ignoto pittore la croce ancora oggi conosciuta come croce del Beato Benedetto e che si trova oggi nella Basilica di San Francesco dov'è anche la sua salma. A far da sfondo a questa croce Piero della Francesca dipinse, due secoli dopo, il ciclo delle Storie della Vera Croce.
Il titolo di beato gli è dato dalla Legenda anonima che lo riguarda e dai Catalogi sanctorum francescani trecenteschi.
La sua memoria liturgica cade il 13 agosto.